# Patrick William Riordan

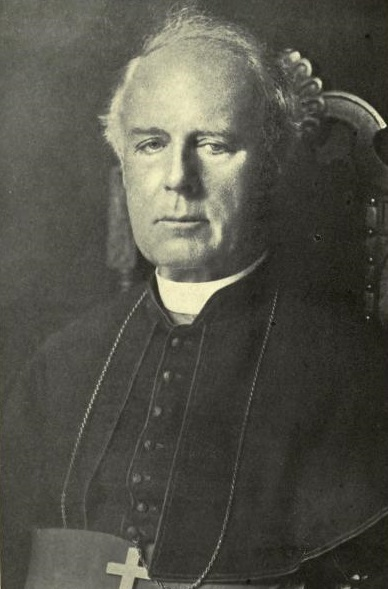
Patrick William Riordan

Patrick William Riordan (* 27. August 1841 in Chatham, New Brunswick, Kanada; † 27. Dezember 1914) war Erzbischof von San Francisco.

## Leben
Patrick William Riordan empfing am 10. Juni 1865 das Sakrament der Priesterweihe.
Am 17. Juli 1883 ernannte ihn Papst Leo XIII. zum Titularerzbischof von Cabasa und bestellte ihn zum Koadjutorerzbischof von San Francisco. Der Erzbischof von Chicago, Patrick Augustine Feehan, spendete ihm am 16. September desselben Jahres die Bischofsweihe; Mitkonsekratoren waren der Bischof von Louisville, William George McCloskey, und der Bischof von Vincennes, Francis Silas Marean Chatard. Am 21. Dezember 1884 wurde Patrick William Riordan in Nachfolge des zurückgetretenen Joseph Sadoc Alemany y Conill OP zum Erzbischof von San Francisco.